# Тереза Смиткова
Тереза Смиткова (на чешки: Tereza Smitková) е чешка професионална тенисистка.

## Биография
Тереза Смиткова е родена на 10 октомври 1994 г. в чешкия град Храдец Кралове.
Неин треньор е Ярослав Маковски; тренира в Националния тенис център в Простейов. Започва да играе тенис на 7-годишна възраст, когато родителите ѝ я пращат в тенис училище. Майка ѝ се казва Маркета, която се занимава с текстил, а баща ѝ, Павел, е учител по английски език. Има и брат, Ян, който е учил и сега се занимава със спортно ориентиране. Любимите настилки на Тереза са твърди и тревни.
Най-високото ѝ класиране в ранглистата за жени на WTA e 57-о място, постигнато на 6 април 2015 г., а на двойки – 184-то.